# Kfar-Bialik
Pour les articles homonymes, voir Bialik.
Kfar-Bialik (כפר ביאליק) est une municipalité israélienne fondée en 1934 sur des terres appartenant au KKL, par des immigrants originaires d'Allemagne. Elle est située à 2 km au sud de Kiryat-Bialik.
Son nom rend hommage au poète Haïm-Nahman Bialik décédé un an auparavant.
Kfar-Bialik compte 30 000 habitants.